# Citrogramma hervebazini
Citrogramma hervebazini är en tvåvingeart som först beskrevs av Charles Howard Curran 1928.  Citrogramma hervebazini ingår i släktet Citrogramma och familjen blomflugor. Inga underarter finns listade i Catalogue of Life.